# Pterandrophysalis levantina
Pterandrophysalis levantina är en stekelart som beskrevs av Maksymilian Nowicki 1935. Pterandrophysalis levantina ingår i släktet Pterandrophysalis och familjen hårstrimsteklar.
Artens utbredningsområde är:
- Grekland.
- Italien.
- Syrien.
- Tunisien.
- Turkiet.

Inga underarter finns listade i Catalogue of Life.